# DigiTask
Die Digi Task GmbH Gesellschaft für besondere Telekommunikationssysteme (DigiTask) mit Sitz in Haiger (Lahn-Dill-Kreis in Hessen) war ein mittelständisches Softwareunternehmen für Lösungen zur gesetzeskonformen Telekommunikationsüberwachung (Lawful Interception), die Ermittlungsbehörden zur Prävention, zur Ermittlung und zur Strafverfolgung einsetzen.

## Geschichte
Das Unternehmen wurde im August 1986 als Reuter Leiterplatten GmbH gegründet. DigiTask war in den Bereichen Softwareentwicklung, Netzwerktechnik und IT-Projektmanagement tätig. Zu den Leistungen gehören u. a. Datenbankdesign und -realisierung, Hardware- und hardwarenahe Programmierung, Schnittstellenprogrammierung, Softwareanpassungen, Visualisierungs- und Steuerungssysteme und Archivierungslösungen. DigiTask war ein durch das Bundesministerium für Wirtschaft und Energie in Bonn geheimschutzbetreutes Unternehmen. Im Frühjahr 2018 wurde die Firma mit der Firma ipoque aus Leipzig verschmolzen und aus dem Handelsregister gelöscht.

## Kritik

### Reuter-Affäre
Der Firmenchef der Firma Reuter Electronic und Gründer von DigiTask bestach bis 1999 Beamte des Zollkriminalamts, diese hatten dafür bevorzugt Technologie seiner Firma geordert. Er wurde 2002 vom Landgericht Köln wegen Bestechung von Beamten des Zollkriminalamts Köln und Vorteilsgewährung zu 1,5 Millionen Euro Geldbuße und 21 Monaten Haft auf Bewährung verurteilt. Der Kundenstamm von Reuter Electronic wurde teilweise durch DigiTask übernommen. Das Beratungsunternehmen Deloitte verwaltete die Firma Digitask zwischen 2000 und 2006 treuhänderisch.

### Big Brother Award 2009
Im Oktober 2009 wurde das Unternehmen mit dem Negativpreis „Big Brother Award“ in der Kategorie Wirtschaft ausgezeichnet, der für den missbräuchlichen Umgang mit Technik und Informationen vergeben wird. Der Laudator Frank Rosengart bezeichnete DigiTask als „Platzhirsch im deutschen Abhörbusiness“: „Wie sich aus veröffentlichten Ausschreibungsunterlagen zusammenrechnen lässt, erhielt die Firma Digi-Task im letzten Jahr von deutschen Behörden allein fünf Millionen Euro für solche Überwachungsanlagen und -Systeme. Zusammen mit der Firma Reuter electronic entwickelt Digi-Task spezialisierte Abhörvorrichtungen für Polizei und Geheimdienste.“

### Kontroverse um den „Staatstrojaner“
Im Oktober 2011 veröffentlichte der Chaos Computer Club (CCC) die Analyse einer mutmaßlich zur Onlinedurchsuchung eingesetzte Schadsoftware (auch „Staatstrojaner“ genannt). Diese entspricht in ihrem Funktionsumfang weitestgehend einem Angebot, welches laut einem Dokument auf Wikileaks DigiTask den bayerischen Behörden machte. Daher berichteten viele Medien, dass DigiTask vermutlich der Urheber des sogenannten Staatstrojaners sei. Das bayerische Innenministerium teilte daraufhin mit, die Erstbewertung des bayerischen Landeskriminalamtes habe ergeben, dass eine der dem CCC zugespielten Schadsoftware einem Ermittlungsverfahren der Bayerischen Polizei aus dem Jahr 2009 zugeordnet werden kann.
Im Hessischen Rundfunk bestätigte ein Anwalt des Unternehmens, dass DigiTask die Schadsoftware programmiert habe, die auch in der Schweiz und in Österreich zum Einsatz kam und in die Niederlande geliefert wurde. Die Firma verteidigte sich gegen den Vorwurf der Inkompetenz und erklärte: „Es ist durchaus möglich, dass im November 2008 gelieferte Software heute nicht mehr den Sicherheitsanforderungen entspricht.“ Zu den verfassungsrechtlichen Bedenken sagte der Anwalt, „die Grenzen der Anwendung seien nicht von der Firma, sondern von den Behörden zu beachten.“
Das deutsche Bundeskriminalamt gründete im Juli 2008 die DigiTask User Group, um den Einsatz der Software innereuropäisch zu koordinieren. DigiTask unterhält keine Verbindungen zu dieser Gruppe, die inzwischen in Remote Forensic Software User Group umbenannt wurde. Sicherheitsbehörden Baden-Württembergs und Bayerns trafen sich etwa zweimal jährlich mit Behörden der Schweiz, Belgiens und der Niederlande. Der Abgeordnete Andrej Hunko, auf dessen Frage die Information an die Öffentlichkeit gelangte, kritisierte, dass die „grenzüberschreitende Heimlichtuerei“ des BKA erst durch „zähe Recherchen“ öffentlich werde.
In den Jahren 2005 bis 2011 ging ein Großteil der jährlichen Ermittlungsbudgets der Zoll- und Finanzbehörden an die Digitask GmbH. Vom Budget 2008 (3 Mio. Euro) erhielt das Unternehmen so im Rahmen von Ermittlungen 2,8 Mio. Euro.

### Abmahnung durch Wavecon GmbH wegen unlauteren Wettbewerbs
Am 21. Oktober 2011 erhielt DigiTask eine wettbewerbsrechtliche Abmahnung durch die Wavecon GmbH, die DigiTask GmbH auf Unterlassung der Herstellung und des Verkaufs von Software zur Überwachung von Computern durch Strafverfolgungsbehörden in Anspruch nimmt. Eine gerichtliche Durchsetzung dieser Abmahnung unterblieb aber. Die Wavecon GmbH, selbst auch IT-Unternehmen, jedoch kein Entwickler von Überwachungssoftware, wurde daraufhin von DigiTask wegen der Veröffentlichung und Bekanntmachung der Abmahnung abgemahnt.